# Petre Deselnicu
Petre Deselnicu (n. 23 septembrie 1946, Mofleni, județul Dolj – d. 14 iulie 2003, Craiova) a fost un fotbalist român.
A jucat la CS Craiova, Tractorul Brașov, Știința, apoi Universitatea Craiova (1964-1976), FCM Galați
În Divizia A a jucat 246 de meciuri și a înscris 12 goluri
A fost campion național cu Craiova (1974) și dublu campion mondial universitar.
Între 1990 și 2003 a fost oficial (președinte, vicepreședinte) al echipelor craiovene Universitatea și Electroputere.